# Little Voice (álbum)
Little Voice é o segundo álbum da cantora Sara Bareilles, lançado primeiramente em 3 de julho de 2007 nos Estados Unidos e no Canadá. Seis das faixas incluidas são regravações de canções de seu primeiro álbum, Careful Confessions. 
O álbum debutou na posição #45 da Billboard 200, vendendo 16 mil cópias em sua primeira semana; sua melhor posição na parada foi a sete, semana na qual vendeu 37 mil cópias. Mais tarde, foi certificado Ouro pela RIAA, tendo vendido 997 mil cópias nos Estados Unidos, das quais 318 mil foram digitais.

## Faixas
1. "Love Song" (Bareilles) - 4:18
2. "Vegas" (Bareilles) - 4:07
3. "Bottle It Up" (Bareilles) - 3:00
4. "One Sweet Love" (Bareilles) - 4:20
5. "Come Round Soon" (Bareilles) - 3:33
6. "Morningside" (Bareilles) - 3:58
7. "Between the Lines" (Bareilles) - 4:34
8. "Love on the Rocks" (Bareilles, Javier Dunn) - 4:13
9. "City" (Bareilles) - 4:33
10. "Many the Miles" (Bareilles) - 5:11
11. "Fairytale" (Bareilles) - 3:14
12. "Gravity" (Bareilles) - 3:52